# هنري سيسيل
هنري سيسيل (بالإنجليزية: Henry Cecil)‏ هو مدرب خيول وكاتب سيناريو بريطاني، ولد في 11 يناير 1943 في أبردين في المملكة المتحدة، وتوفي في 11 يونيو 2013 في كامبريدج في المملكة المتحدة بسبب سرطان المعدة.